# Коул Гроув (Охајо)
Коул Гроув (енгл. Coal Grove) град је у америчкој савезној држави Охајо.

## Демографија
По попису из 2010. године број становника је 2.165, што је 138 (6,8%) становника више него 2000. године.
| Група             | 2000.         | 2010.         |
| Белци             | 1.988 (98,1%) | 2.112 (97,6%) |
| Афроамериканци    | 2 (0,1%)      | 13 (0,6%)     |
| Азијати           | 0 (0,0%)      | 1 (0,0%)      |
| Хиспаноамериканци | 14 (0,7%)     | 7 (0,3%)      |
| Укупно            | 2.027         | 2.165         |